# Mount Berry
Mount Berry ist ein 1650 m hoher Berg im Grahamland im Norden der Antarktischen Halbinsel. Er ragt 5 km südöstlich des Baldwin Peak nahe dem Kopfende des Cayley-Gletschers auf.
Luftaufnahmen entstanden während der Falkland Islands and Dependencies Aerial Survey Expedition (FIDASE, 1956–1957), die der Falkland Islands Dependencies Survey für die Kartierung verwendete. Das UK Antarctic Place-Names Committee benannte den Berg 1960 nach dem US-amerikanischen Flugpionier Albert Berry (* 1878), der am 1. März 1912 als erster Mensch mit einem Fallschirm aus einem Flugzeug sprang.